# 1:23:45
《1:23:45》是英国HBO迷你剧《切尔诺贝利》的第一集，于2019年5月6日在美国首播，次日在英国播出。这一集由Johan Renck指导，Craig Mazin编剧，同时Craig也是迷你剧的创作人和执行制片人。

## 剧情
1988年4月26日，瓦列里·列加索夫录下了他所知道的切尔诺贝利事故的一切真相，他讲述了切尔诺贝利核电站的副总工程师迪亚特洛夫因管理不善的罪名入狱十年，但是他认为那起事故中所有人都是疯狂的。錄完後他注意到蘇聯的特務在對面的車上監視著他，為了避免意外，他利用倒垃圾為掩護，先是將錄音帶整理好並包成包裹，用其倒垃圾的時間，將這些錄音帶藏在自家旁邊暗巷的通風口深處並處理好垃圾，1点23分45秒，列加索夫在餵完猫，抽了跟煙並整理好自身儀容後，上吊自杀了。
两年前的1986年4月26日凌晨，乌克兰普里皮亚季的一座居民楼中，柳德米拉起床。同样在1点23分，切尔诺贝利核电站发生了爆炸，消防站被通知前去扑灭屋顶上的火灾。柳德米拉在几公里外的家中也感到了震感，她的丈夫瓦西里·伊格纳坚科，一名驻扎在这里的消防员，被震醒后接到通知前去灭火。此时控制室内副总工程师迪亚特洛夫接到报告说轮机室起火了，他因此设想是冷却水储备和氢气储备导致了这场爆炸。他把这一结果归罪给正在为核电站四号反应堆进行安全测试的轮班总管阿基莫夫和高级工程师托普托诺夫。迪亚特洛夫一边下令试图稳定情况，一边也使人通知消防站来浇灭屋顶上的火。他本人则出去在四号反应堆周边绕了一圈，检查情况。
瓦西里接到通知后在家中开始换装，他得知不止普里皮亚季，基辅等城市的消防队也被调集来灭火，但是他认为只是因为火势大，因此安慰柳德米拉不用担心。核电站内一名工程师到了另一间房间，借问了一个测量仪来测量辐射量，发现达到了这个测量仪的最高限度-3.6伦琴。他通知房间里的人去找霍姆丘克等人，那人途中遇见了前去探查反应堆情况并手动操作控制杆的两名实习生。迪亚特洛夫此时回到了控制室，但是得知控制杆还不能放下，需要手动操作。迪亚特洛夫在控制室的控制面板等设备失灵后发怒，下令要他们保证堆芯里持续供水。后他得到报告说测到了3.6伦琴的辐射，却忽略了这是仪器的最高值，他得出结论认为情况不算好也不算糟糕。
1点30分，消防队抵达核电站开始灭火，瓦西里的好友米沙捡起了一块被炸到外面的石墨，开始灭火不久手就因严重辐射而烧伤了。核电站内两名实习生则在霍姆丘克的带领下前往反应堆，他们两人看见了裸露在外的核燃料，面部在几秒钟内开始变红、眼睛透出辐射的荧光。柳德米拉对这次火灾很担心，她的一些邻居因警报睡不着而都准备去围观，并安慰她不会有事的。控制室内迪亚特洛夫考虑了水箱的大小后坚定认为不是反应堆爆炸，阿基莫夫指出前来报告的人的脸被严重灼伤，被迪亚特洛夫解释为是被带辐射的废水所伤。迪亚特洛夫让他们召集日班的工作人员一起来稳定情况，他自己则前往行政楼向厂长布鲁哈诺夫和总工程师佛明报告事件走向。
普里皮亚季的医院中，一名年轻的女医生注意到没有任何从火场过来的伤员，因此她怀疑会有核辐射，却发现医院中没有存有任何会帮助抑制辐射病的碘片。迪亚特洛夫在行政楼的防核洞中与布鲁哈诺夫及佛明进行了交谈，并上报了3.6伦琴的辐射量，使得布鲁哈诺夫得出同样的结论。他们的最终定案只是让工作人员减少每班时间，布鲁哈诺夫将此事上报给乌克兰中央委员会等上级机关。这时普里皮亚季的居民们在一座桥上观看火势，从核电站飘来的带辐射粉尘被吹了过来，甚至在地面累计成沙。这时呆在四号反应堆废墟中的两名工程师发现了消防队用于灭火的水从上方滴了下来，瓦西里也被命令深入废墟加快灭火的速度。
3点30分，控制室内几位工程师束手无策，备用电源无法上线、水泵无法运行，对堆芯的情况一无所知。阿基莫夫决定要保持给堆芯给水，他下令要去打开阀门，并带人过去手动完成这一任务。行政楼外聚集了核电站的很多工人，其中两人因布鲁哈诺夫的指令，去了二号反应堆拿一个更好的测量仪观测辐射量。行政楼内布鲁哈诺夫则和当地的执行委员会讨论了这一事故，一名长者的拍案决定切断所有电话线，封锁一切相关信息。
在外等待的工程师在会议结束后报告了电厂内有的上限1000伦琴的和另一个军用的上限200伦琴的测量仪都被烧坏了，布鲁哈诺夫把这些怪罪说国家给的设备质量不过关。而后工程师指出他在四号反应堆周围检查的时候看见了石墨，迪亚特洛夫和佛明一致否认，因为这一发现是在暗示堆芯爆炸，而当时的RBMK-1000型号的反应堆被认为是不可能爆炸的。于是在争论无果后，这名工程师西特尼科夫被命令去三号、四号反应堆的锅炉楼顶查看情况，迪亚特洛夫因辐射而病倒被送去医院。此时反应堆内，阿基莫夫和托普托诺夫开始开启阀门；西特尼科夫在屋顶通风口看见了裸露的反应堆。
这时已经是清晨了，被架着出门的迪亚特洛夫看见了那些因辐射而倒下的消防员以及冒着浓烟的四号反应堆；面部红肿渗血的西特尼科夫报告了他的亲眼见证，佛明非常气愤；医院中年轻的女医生被嘈杂的环境所吵醒，窗外看见了一辆辆救护车送来火场上退下来的伤员。在莫斯科，库尔恰托夫原子能研究所的副所长瓦列里·列加索夫被一通电话叫醒，被人民委员理事会副主席兼燃料和能源局局长鲍里斯·谢尔比纳通知了切尔诺贝利的事故。在电话中列加索夫提出了一系列的担忧，但是被阻止了，说他的作用只是提供RBMK反应堆的相关技术意见。
最后，镜头展现了日光下被炸毁的四号反应堆建筑，以及不停涌出的浓烟，那些浓烟的路径下方森林颜色泛黄，和两边的绿色形成了对比；普里皮亚季的人们还在正常生活、工作、上学。第一集结尾聚焦在一群学生放学回家时，一只跟在后面的鸟因辐射死亡而掉落在地上。

## 反响
美国首播时有75万6千户家庭观看，英国次日则有86万1千户家庭观看。